# Marek Pinc
Marek Pinc (* 20. března 1979 Most) je bývalý český hokejový brankář.
V Česku nastupoval za HC Chemopetrol Litvínov, SK HC Baník Most, HC Vagnerplast Kladno, HC Vítkovice Steel, Bílí Tygři Liberec a HC Sparta Praha. Necelé tři sezóny odehrál v Kazachstánu a během své předposlední sezóny 2015/16 nastupoval také za Sheffield Steelers, s nimiž získal titul EIHL.

## Reprezentace
|                                   | Rok                               | Celkem | Soupisky                          |
| --------------------------------- | --------------------------------- | ------ | --------------------------------- |
| Mistrovství světa v ledním hokeji | MS 2007 7. místo MS 2008 5. místo | 2×     | Soupiska MS 2007 Soupiska MS 2008 |

## Klubová kariéra
- 1998/99 – HC Chemopetrol, a.s.
- 1999/2000 – HC Chemopetrol, a.s., HC Baník Most
- 2000/01 – HC Vagnerplast Kladno, SK HC Baník Most
- 2001/02 – HC Chemopetrol, a.s., SK HC Baník Most
- 2003/04 – HC Chemopetrol, a.s., HC Vítkovice
- 2004/05 – HC Vítkovice
- 2005/06 – HC Vítkovice Steel
- 2006/07 – HC Vítkovice Steel, HC Fribourg-Gottérons, EHC Biel-Bienne
- 2007/08 – HC Vítkovice Steel, Bílí Tygři Liberec
- 2008/09 – HC Vítkovice Steel
- 2009/10 – Bílí Tygři Liberec, HC Benátky nad Jizerou
- 2010/11 – Bílí Tygři Liberec
- 2011/12 – Bílí Tygři Liberec
- 2012/13 – Bílí Tygři Liberec, HC Sparta Praha
- 2013/14 – HK Irtyš-Pavlodar[2]
- 2014/15 – HK Irtyš-Pavlodar
- 2015/16 – HK Bejbarys Atyrau, Sheffield Steelers